# Dazoprida
Dazoprida (AHR-5531) é um fármaco antiemético e gastroprocinético da classe da benzamida o qual nunca foi comercializado. Atua como um receptor 5-HT3 antagonista e agonista do receptor 5-HT4. Em adição aos seus efeitos gastrointestinais, a dazoprida melhora o aprendizado e a memória em ratos.